# Lista de prefeitos de Manoel Ribas
Esta é a lista de prefeitos e vice-prefeitos da cidade de Manoel Ribas, estado brasileiro do Paraná.
| Nº | Nome                               | Partido | Vice-prefeito                                   | Eleição    | Início do Mandato       | Fim do Mandato         | Observações               | Ref.              |
| -- | ---------------------------------- | ------- | ----------------------------------------------- | ---------- | ----------------------- | ---------------------- | ------------------------- | ----------------- |
| 1  | Raul Ferreira Messias              | PR      | Nilton Thevernard                               | 03/10/1955 | 5 de outubro de 1955    | 30 de janeiro de 1960  | Primeiro prefeito         | [ 1 ] [ 2 ] [ 3 ] |
| 2  | Renato Siloto                      | PSD     | Epaminondas Amaral                              | 04/10/1959 | 31 de janeiro de 1960   | 30 de janeiro de 1964  | Prefeito eleito           | [ 1 ] [ 2 ] [ 3 ] |
| 3  | Lauro Müller                       | PDC     | Adolar Barch                                    | 06/10/1963 | 31 de janeiro de 1964   | 30 de janeiro de 1969  | Prefeito e vice eleitos   | [ 1 ] [ 2 ] [ 3 ] |
| 4  | Antônio Guilherme Stipp            | ARENA   | Entorino Antônio Oliari                         | 15/11/1968 | 31 de janeiro de 1969   | 30 de janeiro de 1973  | Prefeito e vice eleitos   | [ 1 ] [ 2 ] [ 3 ] |
| 5  | Lauro Müller                       | ARENA   | Theodoro Kauling                                | 15/11/1972 | 31 de janeiro de 1973   | 31 de janeiro de 1977  | 2º mandato                | [ 1 ] [ 2 ] [ 3 ] |
| 6  | Renato Siloto                      | ARENA   | Augusto Bernardo Ricken                         | 15/11/1976 | 1º de fevereiro de 1977 | 31 de janeiro de 1983  | 2º mandato                | [ 1 ] [ 2 ] [ 3 ] |
| 7  | Valentin Darcin                    | PMDB    | Alfredo Schotten                                | 15/11/1982 | 1º de fevereiro de 1983 | 31 de dezembro de 1988 | Prefeito e vice eleitos   | [ 1 ] [ 2 ] [ 3 ] |
| 8  | Geraldo Ari Bernswiller            | PMDB    | Ernani Antônio Jansen                           | 15/11/1988 | 1º de janeiro de 1989   | 31 de dezembro de 1992 | Prefeito e vice eleitos   | [ 1 ] [ 2 ] [ 3 ] |
| 9  | Aldoney Batista Siqueira           | PDS     | Antônio Camilo                                  | 03/10/1992 | 1º de janeiro de 1993   | 31 de dezembro de 1996 | Prefeito e vice eleitos   | [ 1 ] [ 2 ] [ 3 ] |
| 10 | Antônio Camilo                     | PTB     | João de Paula Xavier                            | 03/10/1996 | 1º de janeiro de 1997   | 31 de dezembro de 2000 | Prefeito e vice eleitos   | [ 1 ] [ 2 ] [ 3 ] |
| 10 | Antônio Camilo                     | PFL     | Renato Romagnolo                                | 01/10/2000 | 1º de janeiro de 2001   | 31 de dezembro de 2004 | 2º mandato                | [ 1 ] [ 2 ] [ 3 ] |
| 11 | Valentin Darcin                    | PMDB    | Pedro Estevão da Silva Professor Pedro (PP)     | 03/10/2004 | 1º de janeiro de 2005   | 31 de dezembro de 2008 | 2º mandato                | [ 1 ] [ 2 ] [ 3 ] |
| 11 | Valentin Darcin                    | PMDB    | Pedro Estevão da Silva Professor Pedro (PP)     | 05/10/2008 | 1º de janeiro de 2009   | 31 de dezembro de 2012 | 3º mandato                | [ 1 ] [ 2 ] [ 3 ] |
| 12 | Elizabeth Stipp Camilo Bete Camilo | PR      | Moacir Comunello (PSDB)                         | 07/10/2012 | 1º de janeiro de 2013   | 31 de dezembro de 2016 | Prefeito e vice eleitos   | [ 1 ] [ 2 ] [ 3 ] |
| 12 | Elizabeth Stipp Camilo Bete Camilo | PR      | Moacir Comunello (PSDB)                         | 04/10/2016 | 1º de janeiro de 2017   | 31 de dezembro de 2020 | 2º mandato                | [ 1 ] [ 2 ] [ 3 ] |
| 13 | José Carlos da Silva Corona        | PMN     | Lindolfo Oenning (PSDB) até 2023 (PP) após 2023 | 15/11/2020 | 1º de janeiro de 2021   | 31 de dezembro de 2024 | Prefeito e vice eleitos   | [ 1 ] [ 2 ] [ 3 ] |
| 13 | José Carlos da Silva Corona        | PSD     | Lindolfo Oenning (PSDB) até 2023 (PP) após 2023 | 06/11/2024 | 1° de janeiro de 2025   | Atualidade             | Prefeito e vice reeleitos | [ 1 ] [ 2 ] [ 3 ] |